# Palazzo Avitaja
Il Palazzo Avitaja è un edificio di Ruvo di Puglia, nella città metropolitana di Bari. La struttura è attualmente sede della Casa comunale e fu eretta tra il XVI e il XVII secolo per volere dell'umanista Antonio Avitaja.

## Storia
Il palazzo fu costruito tra la fine del Cinquecento e la metà del Seicento come attestato dalle iscrizioni presenti sulla facciata.

## Descrizione
La facciata è molto semplice ma anche austera ed è divisa in tre ordini da due cornici e presenta quattro porte al piano terra di cui la principale è inserita tra due paraste culminanti in capitelli e sormontata da un architrave che regge lo stemma familiare. Nei due ordini successivi si inseriscono ben otto finestre architravate. Al primo ordine del prospetto sono inserite due lapidi che ricordano tre partigiani ruvesi durante la seconda guerra mondiale e gli italiani morti durante la battaglia di Dogali.
Al primo piano si trova l'aula del sindaco e l'sala consiliare, alle quali si accede tramite uno scalone trionfale, decorato a bassorilievo.

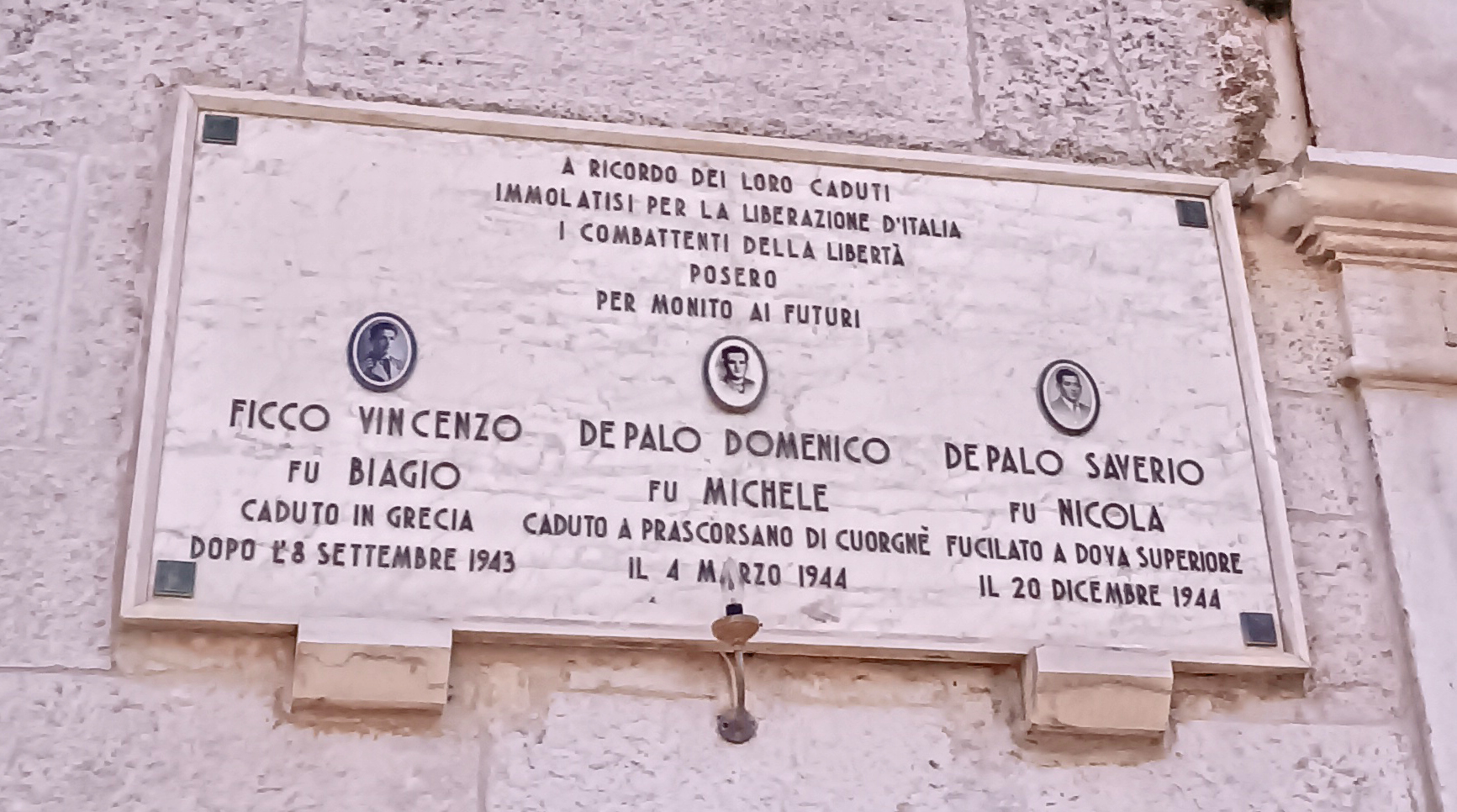
Lapide in ricordo di tre partigiani ruvestini, sulla facciata del Palazzo.